# Züssow
Züssow är en kommun och ort i nordöstra Tyskland, belägen i Landkreis Vorpommern-Greifswald i förbundslandet Mecklenburg-Vorpommern. Kommunen har omkring 1 300 invånare och är säte för kommunalförbundet Amt Züssow. Sedan 2005 ingår även orterna Ranzin och Oldenburg i kommunen.

## Historia
Orten ligger i den historiska regionen Vorpommern och tillhörde Svenska Pommern mellan 1648 och 1815. Mellan 1815 och 1945 låg orten i provinsen Pommern. Åren 1945-1990 tillhörde orten den sovjetiska ockupationssektorn och Bezirk Rostock i Östtyskland.

## Kommunikationer
Orten är främst känd som järnvägsknut, då badortslinjen mot Wolgast och vidare mot Świnoujście och Peenemünde på ön Usedom här möter järnvägen mellan Berlin och Stralsund. Züssow är därför den minsta orten i Tyskland som trafikeras av ICE-tåg och har även täta förbindelser med fjärrtåg och regionaltåg mot Berlin, Stralsund och Usedom.